# Oostenrijkse Kreits

De Oostenrijkse Kreits binnen het Heilige Roomse Rijk rond 1555.

De Oostenrijkse Kreits was een van de 10 kreitsen, waarin het Heilige Roomse Rijk was verdeeld.
Omstreeks 1795 behoorden de volgende gebieden tot de kreits (op rangorde geplaatst):
1. Het aartshertogdom Oostenrijk boven de Enns (Opper-Oostenrijk)
2. Het aartshertogdom Oostenrijk beneden de Enns (Neder-Oostenrijk)
3. Het hertogdom Stiermarken
4. Het hertogdom Karinthië
5. Het hertogdom Krain
6. Het Oostenrijkse deel van het hertogdom Friuli
7. Het vorstelijk graafschap Tirol
8. Het landgraafschap Breisgau
9. Het markgraafschap Burgau
10. Het landgraafschap Nellenburg
11. De rijkslandvoogdij Zwaben
12. Het graafschap Hohenberg
13. De heerlijkheden Werenwag en Schramberg
14. De vijf Donausteden Munderkingen, Waldsee, Saulgau, Riedlingen en Mengen
15. Het graafschap Kirchberg-Weißenhorn
16. Het graafschap Sigmaringen en Veringen
17. De abdij Wiblingen
18. De heerlijkheid Erbach
19. De heerlijkheden Berg, Buß, Gutenstein, Hausen, Warthausen en Kallenberg
20. De heerlijkheden in Vorarlberg
21. Het sticht Trente
22. Het sticht Brixen
23. De balije Oostenrijk van de Duitse Orde
24. De balije aan de Etsch van de Duitse Orde
25. De heerlijkheid Tarasp
26. Het sticht Chur

Beierse Kreits · Bourgondische Kreits · Boven-Rijnse Kreits · Frankische Kreits · Keur-Rijnse Kreits · Nedersaksische Kreits · Oostenrijkse Kreits · Oppersaksische Kreits · Westfaalse Kreits · Zwabische Kreits